# Завтра была война (фильм)
«За́втра была́ война́» — советский фильм по одноимённой повести Бориса Васильева, дипломная работа выпускника ВГИКа Юрия Кары. Драматическая киноповесть о поколении, чья юность пришлась на время сталинских репрессий, а затем и Великой Отечественной войны.

## Сюжет
1940 год. В центре сюжета — Искра Полякова, староста 9 «Б» класса, живущая вдвоём с матерью, принципиальным партработником, фанатично преданной партии. Искра — убежденная комсомолка, её идеалы нерушимы, а идеи прозрачны и, как ей кажется, правильны. Собравшись на дне рождения одного из одноклассников, Искра слушает стихи Есенина, которые читает её подруга Вика, дочь известного в городе человека, директора авиазавода Леонида Люберецкого. Искре нравится поэзия Есенина, но она считает его чуждым советской культуре «кабацким певцом». Вика даёт однокласснице книгу и объясняет Искре, что Есенин — не «упаднический» поэт, а чувства — неотъемлемая часть жизни. Проходит несколько дней. Искра знакомится с отцом Вики, начинает глубже понимать некоторые вещи, задаёт вопросы матери и самой себе, пытаясь разобраться в понятиях справедливости, долга и счастья.
Искра принимает ухаживания бывшего одноклассника Сашки Стамескина, которого Люберецкий устраивает к себе на завод.

Внезапно всё меняется: в один из вечеров ребята узнают, что директор завода Люберецкий арестован по подозрению во вредительской деятельности против СССР.
Искра решает поддержать подругу, несмотря на предупреждение матери о возможных репрессиях. Завуч школы Валентина Андроновна вызывает Люберецкую в кабинет и сообщает, что завтра на школьной линейке та должна будет публично отречься от своего отца — врага народа, но Вика отказывается. После этого завуч приглашает в кабинет Полякову и просит её созвать собрание и с позором изгнать Люберецкую из комсомола. Искра сообщает завучу, что никогда не сделает этого, и от волнения падает в обморок. Директор школы уносит девочку в медкабинет и хвалит за проявление человечности.
Узнав о стойкости подруги и преданности своих школьных друзей, Вика приглашает ребят на пикник. За городом она признаётся в любви своему однокласснику Жоре Ландысу, и они впервые целуются. Утром Вика не приходит на объявленное комсомольское собрание. Когда завуч посылает за ней одноклассницу Зину, та возвращается в полуобморочном состоянии и сообщает классу, что «Вика в морге». Искру вызывают к следователю и сообщают, что Люберецкая покончила с собой, оставив две предсмертные записки, в том числе одну, адресованную персонально Поляковой. Викины одноклассники узнают, что хоронить девочку некому, и решают заняться погребением самостоятельно.
Мать Искры просит не читать речей и не устраивать панихиду, называя самоубийство Люберецкой поступком «хлюпика», однако девушка идёт наперекор воле матери и, впечатлившись речью директора школы на кладбище, читает над могилой подруги её предсмертную записку и стихи Есенина. За похоронами дочери Люберецкого следит на расстоянии Сашка Стамескин. Он беспокоится о будущей карьере и не решается открыто посетить похороны дочери врага народа. О прочитанных Искрой стихах узнаёт её мать и устраивает скандал, пытаясь применить силу, однако Искра сообщает, что если та ещё раз поднимет на неё руку, то она уйдёт навсегда, несмотря на всю любовь к ней. Похороны Вики не проходят бесследно и для директора школы — его увольняют.
Проходит ещё один месяц. Шок от смерти Вики Люберецкой понемногу утихает. После праздничной демонстрации в честь 7 Ноября 9 «Б» навещает бывшего директора. У него дома ребята узнают, что его, героя Гражданской войны, исключают из партии.
Школьники пишут сочинение, и в это время становится известно, что Леонид Люберецкий оправдан и вернулся домой. Класс срывается с места и спешит к нему домой. Ребята находят Люберецкого в квартире, всё ещё помнящей обыск НКВД. «Какой тяжёлый год», — говорит отец Вики. В порыве чувств одноклассница Искры Зина бросается ему на шею и говорит, что год печальный потому, что он високосный, а следующий, 1941 год, будет очень счастливым.
В следующем кадре появляются марширующие по улицам солдаты Красной армии в сопровождении песни «Священная война». Звучит эпилог, раскрывающий судьбы главных героев, учеников 9-го «Б»: лётчик Жора Ландыс посмертно получил звание Героя Советского Союза, Артём Шефер и Паша Остапчук погибли во время войны, а Искра Полякова, будучи во время оккупации связной в антифашистском подполье, которое возглавлял бывший директор школы, была схвачена немцами и повешена вместе с матерью.

## В ролях
- Сергей Никоненко — Николай Григорьевич Ромахин, директор школы
- Нина Русланова — товарищ Полякова, мать Искры
- Вера Алентова — Валентина Андроновна (Валендра), завуч
- Ирина Чериченко — Искра Полякова
- Наталья Негода — Зина Коваленко
- Юлия Тархова — Вика Люберецкая
- Владимир Заманский — Леонид Сергеевич Люберецкий, отец Вики
- Родион Овчинников — Жора Ландыс
- Геннадий Фролов — Сашка Стамескин
- Владислав Демченко — Пашка Остапчук
- Сергей Столяров — Артём Шефер
- Екатерина Воронина — жена Ромахина

Первоначально на роль директора школы рассматривался Сергей Шакуров, а на роль Люберецкого — Алексей Баталов.

## Съёмочная группа
- Автор сценария — Борис Васильев
- Режиссёр — Юрий Кара
- Оператор-постановщик — Вадим Семёновых
- Художник-постановщик — Анатолий Кочуров

## Музыка
- В фильме использована музыка 30-х годов и сочинения Вивальди.
- В финале фильма звучит популярная довоенная песня «Утомлённое солнце».

## Съёмки
Фильм посвящён Сергею Герасимову, который и посоветовал студенту ВГИКа Юрию Каре снять курсовую работу по фрагментам повести Бориса Васильева и сделать честный фильм на тему крайне неоднозначную и сложную. Первыми актрисами были три студентки ВГИКа: Ирина Чериченко, Наталья Негода и Юлия Тархова. Курсовую Ю. Кара защитил успешно, поэтому когда пришло время делать диплом, он доснял ещё ряд эпизодов, используя всё ту же литературную основу, с участием уже известных актёров: Веры Алентовой, Сергея Никоненко, Владимира Заманского. Из этого вышла уже 40-минутная лента. А после выпуска, по протекции Сергея Никоненко, Ю. Кара доснял ещё несколько эпизодов на киностудии Горького, чтобы увеличить длительность: тогда получилась полнометражная картина.
Некоторые эпизоды были сняты в московской школе № 175. Сцена похорон Вики Люберецкой снята на Старом Донском кладбище.
Бюджет фильма составлял 50 тысяч рублей. Актёры снимались бесплатно.
По повести Б. Васильева, написанной в 1972 году и не пропущенной цензурой до 1984 года, были поставлены также спектакли, телеспектакль и радиопостановка. Образы матери Искры и Валендры в них сильно отличаются от фильма, в котором основное внимание уделяется сталинским репрессиям, а о судьбе выбитого войной поколения сказано только в эпилоге.

## Призы
- Фильм удостоен Золотой медали имени А. Довженко «За лучший военно-патриотический фильм», получил главные призы на международных кинофестивалях в Испании, Франции, Германии, Польше.
  - Главный приз «Большой янтарь» Международного кинофестиваля 1987 года в Кошалине (Польша).
  - Специальный приз жюри Международного кинофестиваля 1987 года в Мангейме (Германия).
  - Гран-при «Золотой колос» Международного кинофестиваля 1987 года в Вальядолиде (Испания).
  - Гран-при — «Киновстречи в Дюнкерке-88» (Франция).
- Золотой медали имени Александра Довженко в 1988 году удостоены: режиссёр Юрий Кара, автор сценария Борис Васильев, актёры: Сергей Никоненко, Нина Русланова.
- Приза Киноакадемии «Ника-87» удостоена актриса Нина Русланова за фильмы «Завтра была война», «Знак беды», «Короткие встречи».